# Tajaé Agolla
Tajaé Agolla (auch: Tajaé Agola, Tajayé Agolla) ist ein Dorf in der Landgemeinde Maïyara in Niger.

## Geographie
Das von einem traditionellen Ortsvorsteher (chef traditionnel) geleitete Dorf liegt am linken Ufer des Trockentals Goulbin Kaba. Es befindet sich rund fünf Kilometer südlich des Hauptorts Maïyara der gleichnamigen Landgemeinde, die zum Departement Dakoro in der Region Maradi gehört. Eine weitere Siedlung in der Umgebung von Tajaé Agolla ist Dan Maïro im Osten.
Es herrscht das Klima der Sahelzone vor, mit einer durchschnittlichen jährlichen Niederschlagsmenge zwischen 300 und 400 mm.

## Bevölkerung
Bei der Volkszählung 2012 hatte Tajaé Agolla 2208 Einwohner, die in 234 Haushalten lebten. Bei der Volkszählung 2001 betrug die Einwohnerzahl 1573 in 210 Haushalten und bei der Volkszählung 1988 belief sich die Einwohnerzahl auf 985 in 191 Haushalten.
Die Zone entlang des Trockentals gehört zu den am dichtesten besiedelten und zugleich zu den ärmsten Nigers, mit erhöhter Unterernährung.

## Wirtschaft und Infrastruktur
Entlang des Goulbin Kaba wird Ackerbau betrieben. Angebaut werden unter anderem Erdnüsse, Sesam und Erdmandeln. Die Erzeugnisse sind vor allem für den Weiterverkauf bestimmt. Es gibt eine Schule im Dorf.